# Ompok leiacanthus
Ompok leiacanthus és una espècie de peix de la família dels silúrids i de l'ordre dels siluriformes.

## Morfologia
Els mascles poden assolir els 19 cm de llargària total.

## Distribució geogràfica
Es troba a Sumatra.